# Morus Tamás
Morus Tamás (angolul: Thomas More, kiejtése: m|ɔr) egyházi nevén Morus Szent Tamás (London, 1478. február 7. – London, 1535. július 6.) angol humanista, jogász, író, költő, államférfi. 
A római katolikus egyház vértanúja. XI. Piusz pápa 1935-ben szentté avatta. II. János Pál pápa 2000-ben az államférfiak, a politikusok és jogászok védőszentjének nyilvánította.

## Élete és munkássága

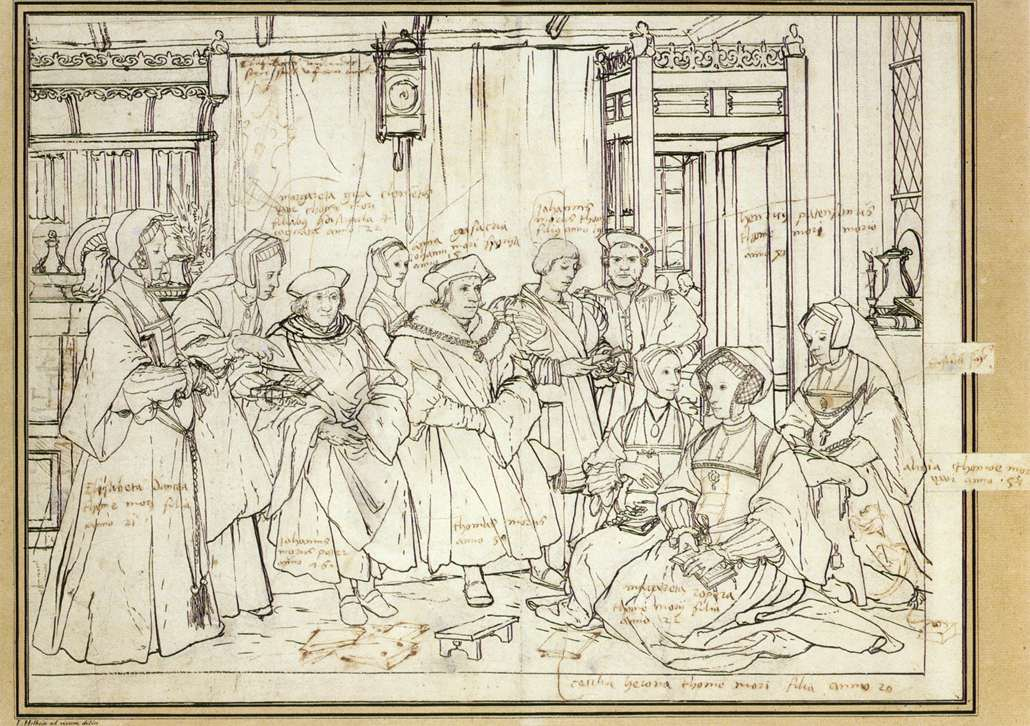
Holbein vázlata Morus Tamás családjáról

Apja bíró volt Londonban, aki fiát korán iskolába küldte. Tizenhárom éves korában apród lett egy érsek udvarában, majd hamarosan az Oxfordi Egyetemre került. Két év múlva apja hazahívta, így tanulmányait Londonban fejezte be. Először ügyvéd volt, majd politikai pályára lépett, és tagja lett az angol parlamentnek. Lelkes humanista volt, szoros barátság fűzte Rotterdami Erasmushoz. Angol és latin nyelvű költeményeket írt, valamint előadásokat tartott Hippói Szent Ágoston De civitate Dei című művéről.
Bár vonzotta a papi hivatás, különösen a kartauziak érdekelték, mégsem ment egyházi pályára. Megházasodott, feleségének, Jane Coltnak tőle négy gyermeke, három lány és egy fiú, született. A korban szokatlan módon leányainak is komoly képzést adott, latint, ógörögöt és csillagászatot is tanultak. A görög–római kultúra mellett a humanizmus eszméi is megérintették, Historia Ricardi Tertii című történeti munkája az angol humanista történetírás egyik első terméke.
1511-ben, hatévi házasság után felesége meghalt. Újra megházasodott, második felesége özvegy volt, és hét évvel idősebb nála. A család hamarosan London előkelő városrészébe, Chelsea-be költözött.
Teljes odaadással küzdött a protestáns mozgalom ellen, annak kiirtásáért. Tisztában volt a tudás és a könyvek emberi elmére gyakorolt véleményformáló hatásával. Elkészítette a betiltandó és elégetendő protestáns könyvek listáját. A listára került eretnekeket lordkancellárként máglyahalállal büntette. Első áldozata Thomas Hitton volt, akit Maidstone-ban 1530. február 23-án megégettetett, vallásos írások angolra fordításának „bűne” vádjával. Morus legnagyobb ellenségének William Tyndale-t tekintette, aki – többek között – angolra merte fordítani és kiadni a Szent Bibliát.
Évről évre fontosabb jogászi, politikai és diplomáciai megbízatásokat kapott, legnagyobb sikere az a franciaországi diplomáciai küldetés volt, amely döntően hozzájárult a Cambrai-i békeszerződés létrejöttéhez, ami véget vetett I. Ferenc francia király és V. Károly német-római császár viszályának.
1509-ben VIII. Henrik lépett az angol trónra, aki kezdetben a római katolikus egyház egyik leghűbb támogatója volt, s Luther Márton ellen készített írása nyomán kiérdemelte a pápától a Fidei Defensor, a hit védelmezője címet. 1522-ben azonban a király beleszeretett egyik udvarhölgyébe, Boleyn Annába. Mivel Aragóniai Katalinnal kötött házasságából csak leánygyermeke született, megkísérelte frigyét Rómában érvényteleníttetni. Amikor ez nem sikerült, elhatározta, hogy a német fejedelmi családok példájára elszakad Rómától. Ehhez a diplomáciában jártas, és mind a világi, mind az egyházi hatóságok előtt népszerű Morus segítségét is igénybe kívánta venni, akit 1529-ben kinevezett lordkancellárrá.
A kancellár nem kívánt állást foglalni a király előző házasságának érvényességéről folyó vitában, arra hivatkozva, hogy se nem egyházjogász, se nem erkölcstantudós. (Tamás a király válása ügyében Aragóniai Katalin mellett állt, mivel mindketten hithű katolikusok voltak, Boleyn Annával ellentétben, aki inkább a lutheri tanokhoz vonzódott, s Henriket is igyekezett az „új vallás” felé terelgetni.) Henrik azonban az angol egyház fejének ismertette el magát, amivel egyben kétségbe vonta a pápa fennhatóságát Angliában. Morus, aki elkötelezett katolikus volt, 1532. május 16-án lemondott hivataláról, és Fisher János püspökhöz hasonlóan, ő is érvényesnek ítélte meg Henrik Katalinnal kötött házasságát, és nem Erzsébet hercegnőt, hanem a király legidősebb élő leányát, Máriát tartotta Henrik jogos trónörökösének, míg nem születik törvényes fia Katalintól.
Henrik egyházfői minőségére hivatkozva elvált első feleségétől, és újraházasodott, feleségül vette Boleyn Annát. Anna koronázásán Morus nem jelent meg, amit a király rossz néven vett.
A pápa hamarosan érvénytelennek nyilvánította a király második házasságát, és kimondta a kiközösítést. A király ekkor a parlamenttel az angol egyház egyetlen fejévé nyilváníttatta magát, hivatalosan is eltörölte a pápa addigi kiváltságait. Minden alattvalónak esküt kellett tennie erre az új törvényre. A volt kancellár megtagadta az eskü letételét, ezért a londoni Towerbe zárták.

### A per és a kivégzés
Eleinte fogadhatott látogatókat, de mivel továbbra is ellenállt, ettől is eltiltották. 1535. június 22-én lefejezték barátját, Fisher bíborost. Kilenc nappal később őt is bíróság elé állították. A tárgyaláson kijelentette, hogy világi uralkodó nem vindikálhat magának vallási jogokat. A király parancsára ezért őt is halálra ítélték, és július 6-án lefejezték.

## Jelentősége
Élete során elismertséget szerzett mint vezető humanista tanító. Jelentős befolyással volt az angol jogra, főképp az egyenlőség előtérbe helyezésével. Politikai munkája mellett írói tevékenysége is jelentős. Számos dala népdalként maradt fenn.

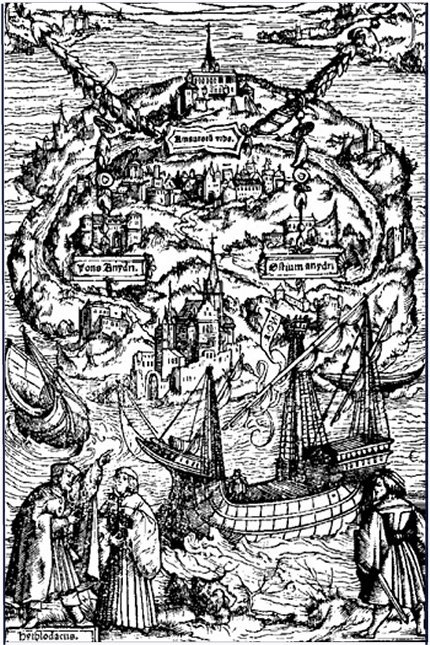
Utópia

1516-ban kiadott Utópia  című könyve komoly érdeklődést váltott ki, több nyelvre lefordították. Ebben jelent meg a polgári utópista szocializmus első koncepciója, és sok utána következő szociális utópia példaképének számít, gondolatai messze túlmutatnak saját korán.

## Egyházi emlékezete
Morus Tamást Fisher János bíborossal együtt 1886-ban a római katolikus egyház boldoggá avatta, 1935-ben, halálának négyszázadik évfordulóján pedig XI. Piusz pápa szentté nyilvánította. Ünnepüket 1969-ben tették általánossá az egyházban. Az államférfiak és jogászok védőszentje. Hivatalos ünnepnapja június 22. Az anglikán egyház 1980-ban vette fel szentjei közé.

## Művei magyarul
- Utopia; ford., jegyz. Kelen Ferenc; Franklin, Bp., 1910 (Filozófiai írók tára)
- Utópia; ford. Geréb László; Officina, Bp., 1941 (Officina könyvtár)
- Utópia; ford. Kardos Tibor, bev. Moór Gyula; Franklin, Bp., 1943
- Utópia. Valódi aranykönyvecske a legjobb államformáról és az újonnan fölfedezett Utópia, azaz Sehol nevezetű szigetről; írta a híres és ékes szavú Morus Tamás, ford., utószó, jegyz. Kardos Tibor; Európa, Bp., 1989
- Erősítő párbeszéd balsors idején; ford. Gergely Zsuzsa, szerk. Szőcs Géza; Szt. István Társulat–A Dunánál, Bp.–Kolozsvár, 2004
- Utópia. Valódi aranykönyvecske a legjobb államformáról és az újonnan fölfedezett Utópia, azaz Sehol nevezetű szigetről. Írta Morus Tamás; ford., utószó, jegyz. Kardos Tibor; Cartaphilus, Bp., 2011

## Irodalmi feldolgozások
- Karl Zuchardt: Pusztulj, bolond!; ford. Balassa Klára, versford. Weber Anna; Gondolat, Bp., 1964
- Sir Thomas More. Dráma. Ismeretlen XVI. századi angol szerző; ford. Zombory Erzsébet; Színháztudományi Intézet, Bp., 1968
- Robert Bolt: Kinek se nap, se szél. Morus Tamás. Dráma; ford. Vas István, utószó Ungvári Tamás; Európa, Bp., 1969 (Modern könyvtár)

## Filmen
1966-ban A Man for all Seasons (Egy ember az örökkévalóságnak) címen Fred Zinnemann, 1988-ban pedig azonos címen Charlton Heston filmesítette meg Bolt színdarabját.